# 许明 (1955年)
许明（1955年—），男，汉族，中华人民共和国政治人物，贵州出版集团公司党委书记、董事长、省社科联副主席，第十一届全国政协委员。

## 生平
2008年，当选第十一届全国政协委员，代表新闻出版界，分入第四十四组。